# 265-та піхотна дивізія (Третій Рейх)
265-та піхотна дивізія (Третій Рейх) (нім. 265. Infanterie-Division) — піхотна дивізія Вермахту, що входила до складу німецьких сухопутних військ у роки Другої світової війни.

## Історія
265-та піхотна дивізія була сформована 20 травня 1943 на навчальному центрі Берген (нім. Truppenübungsplatz Bergen) біля Целле в XI військовому окрузі (нім. Wehrkreis XI). Штаб було сформовано 3 червня 1943 року на основі штабу 403-ї дивізії охорони. Невдовзі після завершення формування її підрозділи передислокували на захід Франції в район Лор'ян, де вона продовжила бойове злагодження і перейшла до оборони визначеного сектору Лор'ян—Кемпер—Пон-л'Аббе—Еннбон на Атлантичному валі.
19 квітня 1944 року дивізії були підпорядковані 800-й Північно-Кавказький і 654-й Східний батальйони. Після висадки союзників у Нормандії в червні 1944 року частину 265-ї піхотної дивізії у складі мобільної бойової групи (нім. Kampfgruppe) LXXXIV корпусу перекинули до Нормандії, де вона вела бої проти противника. Водночас основний кістяк дивізії продовжував обороняти Сен-Назер і незабаром опинився в пастці в обложеному Сен-Назері. Осередок опору, під командуванням німецького генерал-лейтенанта командира 265-ї піхотної дивізії Ганса Юнка, утворився у серпні 1944 року й тримав оборону до 11 травня 1945 року. Фортеця займала площу навколо гавані і бази підводних човнів у Сен-Назері; а також прилеглі населені пункти, що простиралися на схід до Сен-Омер-де-Блейн на північ до Ла-Рош-Бернар й на півдні до Порнік. Облогу фортеці Сен-Назер здійснювали окремі підрозділи союзних армій від 4-ї, 6-ї бронетанкових та 66-ї і 94-ї піхотних дивізій США, а також французька 25-та моторизована дивізія. 2 жовтня 1944 року дивізія була офіційно розформована в Рудольштадті. Після закінчення боїв рештки дивізії потрапили в американський полон.

## Райони бойових дій
- Франція (липень 1943 — жовтень 1944)

## Командування

### Командири
- генерал-лейтенант Вальтер Дюферт (нім. Walther Düvert) (1 червня 1943 — 27 липня 1944);
- генерал-лейтенант Ганс Юнк (нім. Hans Junck) (27 липня 1944 — 2 жовтня 1944).

### Підпорядкованість
| Час                          | Корпус    | Армія | Група армій (округ) | Штаб             |
| ---------------------------- | --------- | ----- | ------------------- | ---------------- |
| 1943                         |           |       |                     |                  |
| липень                       |           |       | XI військовий округ | Берген           |
| серпень                      | XXV ак    | 7 А   | Група армій «D»     | Лор'ян           |
| 1944                         |           |       |                     |                  |
| січень                       | XXV ак    | 7 А   | Група армій «D»     | Лор'ян           |
| травень                      | XXV ак    | 7 А   | Група армій «B»     | Кемпер           |
| липень (осн.частина дивізії) | XXV ак    | 7 А   | Група армій «B»     | Кемпер           |
| липень (Kampfgruppe)         | LXXXIV ак | 7 А   | Група армій «B»     | Карантан         |
| серпень                      | XXV ак    | —     | Група армій «D»     | Кемпер           |
| жовтень                      | XXV ак    | —     | Група армій «D»     | Сен-Назер/Лор'ян |

### Склад
| 1944                                   |
| -------------------------------------- |
| 894-й гренадерський полк               |
| 895-й гренадерський полк               |
| 896-й гренадерський полк               |
| 265-й артилерійський полк              |
| 265-й інженерний батальйон             |
| 265-й дивізійний батальйон зв'язку     |
| 265-те дивізійне управління постачання |